# Strzemiuszczek
Strzemiuszczek – przysiółek w Polsce, położony w województwie kujawsko-pomorskim, w powiecie brodnickim, w gminie Zbiczno, nad jeziorem Strzemiuszczek.
W latach 1975–1998 miejscowość administracyjnie należała do województwa toruńskiego.